# Hexatoma (Eriocera) stackelbergi
Hexatoma (Eriocera) stackelbergi is een tweevleugelige uit de familie steltmuggen (Limoniidae). De soort komt voor in het Palearctisch gebied.